# Проехидна на Атънбъроу
Проехидната на Атънбъроу (Zaglossus attenboroughi) е вид бозайник от семейство Ехидни (Tachyglossidae). Видът е критично застрашен от изчезване.

## Разпространение и местообитание
Разпространен е в Индонезия.